# Hombre competente
Un hombre competente o mujer competente es un personaje tipo que puede hacer cualquier actividad a la perfección o, al menos, demuestra poseer un amplio rango de conocimientos y habilidades útiles para la vida, por lo que posee un conocimiento holístico y, hasta cierto punto, sabio. Aunque no es el primero que recurre a este personaje tipo, la obra del escritor de ciencia ficción Robert A. Heinlein está repleta de héroes y heroínas que pueden ser considerados hombres y mujeres competentes (p. ej. Jubal Harshaw y Lazarus Long). En palabras de Heinlein: 

El ser humano debe ser capaz de cambiar pañales, planear una invasión, sacrificar un cerdo, gobernar un barco, diseñar un edificio, escribir un soneto, reducir una fractura, consolar a los moribundos, recibir órdenes, dar órdenes, resolver ecuaciones, abonar la tierra con estiércol, programar una computadora, cocinar una comida sabrosa, combatir con eficacia, morir con gallardía. La especialización es para los insectos.
Time Enough for Love (1973). Robert Heinlein.

A menudo, los escritores adoptan como protagonista a un hombre competente sin adentrarse en explicar cómo ha logrado conseguir su amplia gama de conocimientos y habilidades. Se suele sugerir que el personaje se ha convertido en un experto a través de la experiencia en lugar de aprender dichas habilidades a través de la lectura de libros o de la educación tradicional. Esto no resulta inverosímil con personajes de una edad avanzada, pero cuando los personajes son demasiado jóvenes no se suele explicar suficientemente la manera con la que adquirieron dichas habilidades a una edad tan temprana. El lector debe imaginar que un hombre competente es en esencia una especie de hombre superior a los demás. 

## Ejemplos
Entre los ejemplos de héroes competentes de la primera época moderna se encuentran los protagonistas de las obras de George Bernard Shaw, como Henry Higgins en Pigmalión y César en César y Cleopatra, así como los ciudadanos soldados de "El ejército de un sueño" de Rudyard Kipling. 
Muchos personajes de cómic sin superpoderes han sido concebidos como personajes “hipercompetentes”, debido a que, si no, serían simplemente personajes sin poderes. Batman, por ejemplo, suele ser representado como un miembro de la Liga de la Justicia de América junto con personajes de poderes sobrehumanos de cualquier tipo. Sin embargo, a pesar de su descripción original como un vigilante, los cómics lo presentan como un hombre que ha agotado las posibilidades físicas e intelectuales del ser humano. El mismo tratamiento ha sido aplicado a Lex Luthor, que siempre ha sido el archienemigo de Superman, a pesar de su total ausencia de poderes sobrehumanos.